# Муслиманско освајање Северне Персије
Северна Персија је у време муслиманских освајања на самом почетку укључивала Табаристан, већи део историјске Јерменије, кавкаску Албанију и Иберију.
Сасанидска Албанија је пала након муслиманског освајање Персије средином 7. века и била је укључена у Рашидунски калифат. Албански краљ Џаваншир, најистакнутији владар династије Михранида, борио се против арапске инвазије калифа Османа на страни сасанидског Ирана. Суочен са претњом арапске инвазије на југу и хазарске офанзиве на северу, Џаваншир је морао да призна калифву власт. Арапи су  тада поново ујединили овај простор са Јерменијом под једним гувернером.
Први упади Арапа у данашњу Грузију догодили су се отприлике између 642. и 645. године, током муслиманског освајања Персије. Убрзо се овај талас напада претворио у инвазију пуних размера, а Тбилиси је заузет 645.